# Hrašovík (powiat Koszyce-okolice)
Hrašovík – wieś (obec) na Słowacji położona w kraju koszyckim, w powiecie Koszyce-okolice. Pierwsze wzmianki o miejscowości pochodzą z roku 1270. 
Według danych z dnia 31 grudnia 2012, wieś zamieszkiwało 331 osób, w tym 178 kobiet i 153 mężczyzn.
W 2001 roku pod względem narodowości i przynależności etnicznej 97,45% mieszkańców stanowili Słowacy, a 0,73% Czesi.
Ze względu na wyznawaną religię struktura mieszkańców kształtowała się w 2001 roku następująco:
- Katolicy rzymscy – 51,82%
- Grekokatolicy – 3,28%
- Ewangelicy – 29,93%
- Prawosławni – 0,36%
- Ateiści – 3,28%
- Nie podano – 2,19%